# Виїмка (логістика)
Виїмка (логістична) — процес переміщення продукції (вантажу) з місць зберігання, як правило, на складі для подальшого завантаження на транспортні засоби чи переміщення на інші операційні ділянки: комплектації, очікування тощо.